# Попасное (Кантемировский район)
Попасное — село в Кантемировском районе Воронежской области России, находящееся в 9 км от Новомарковки по ручью Попасное, от которого и получило своё название. 
Входит в состав Новомарковского сельского поселения.

## География

### Улицы
- ул. Лесная.

## История
Хутор возник в 1775 году. В 1794 году здесь уже было 5 дворов, первопоселенцами были выходцы из Новомарковки. В середине прошлого столетия с построением церкви хутор приобрёл статус села. По состоянию на 1995 год, в селе 36 дворов и 54 жителя, имеется сельский клуб, начальная школа и магазин. 
В селе имеется родник.